# St. Karl Borromäus (Karlstift)

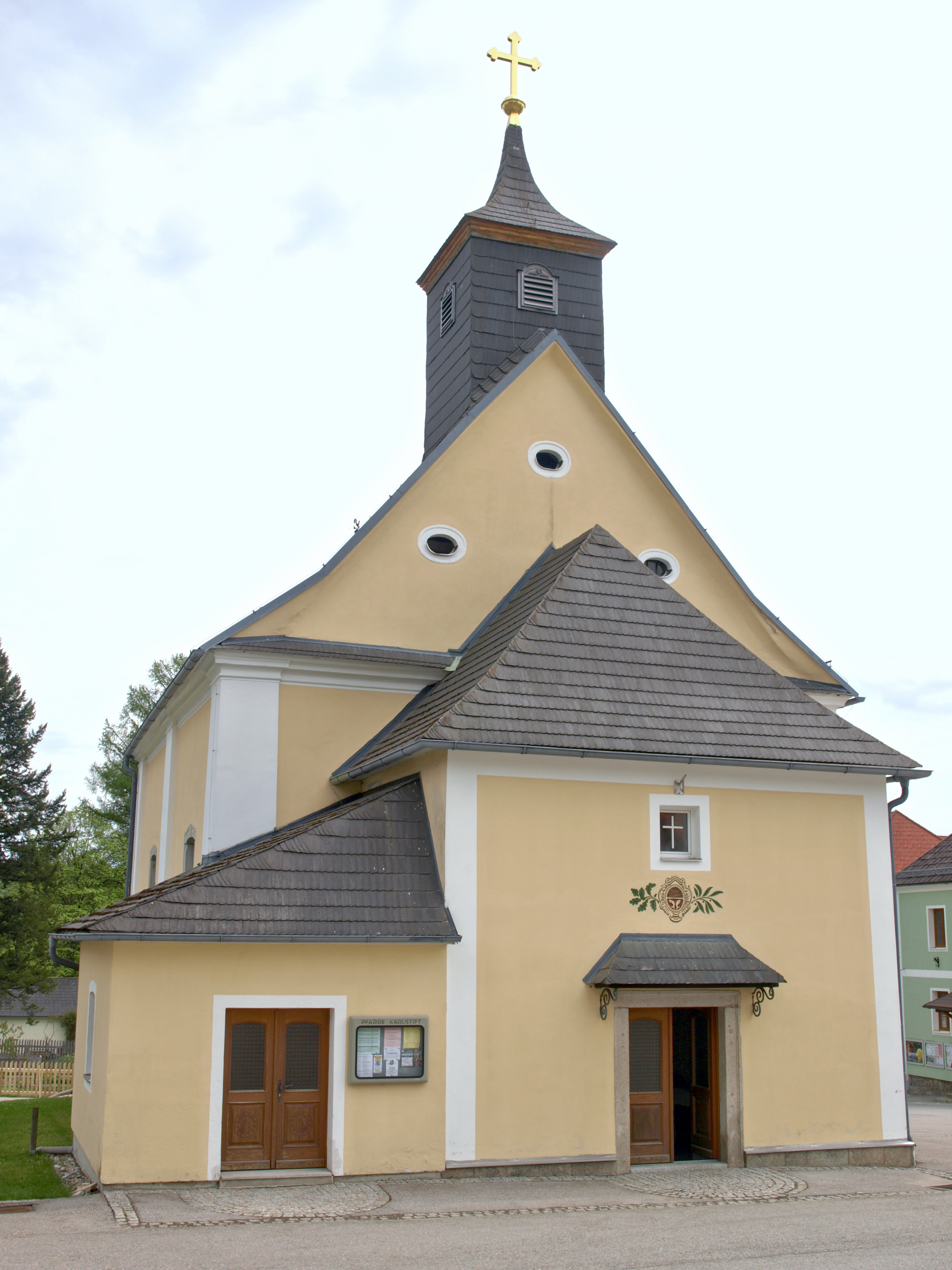
Pfarrkirche Karlstift

Die römisch-katholische Pfarrkirche St. Karl Borromäus inmitten des niederösterreichischen Weilers Karlstift wurde 1772–1775 in spätbarockem Stil anstelle einer Bildsäule des hl. Karl Borromäus erbaut. 1784 wurde Karlstift zur Pfarre erhoben. Die Kirche gehört zum Dekanat Gmünd und steht unter Denkmalschutz (Listeneintrag).

## Beschreibung

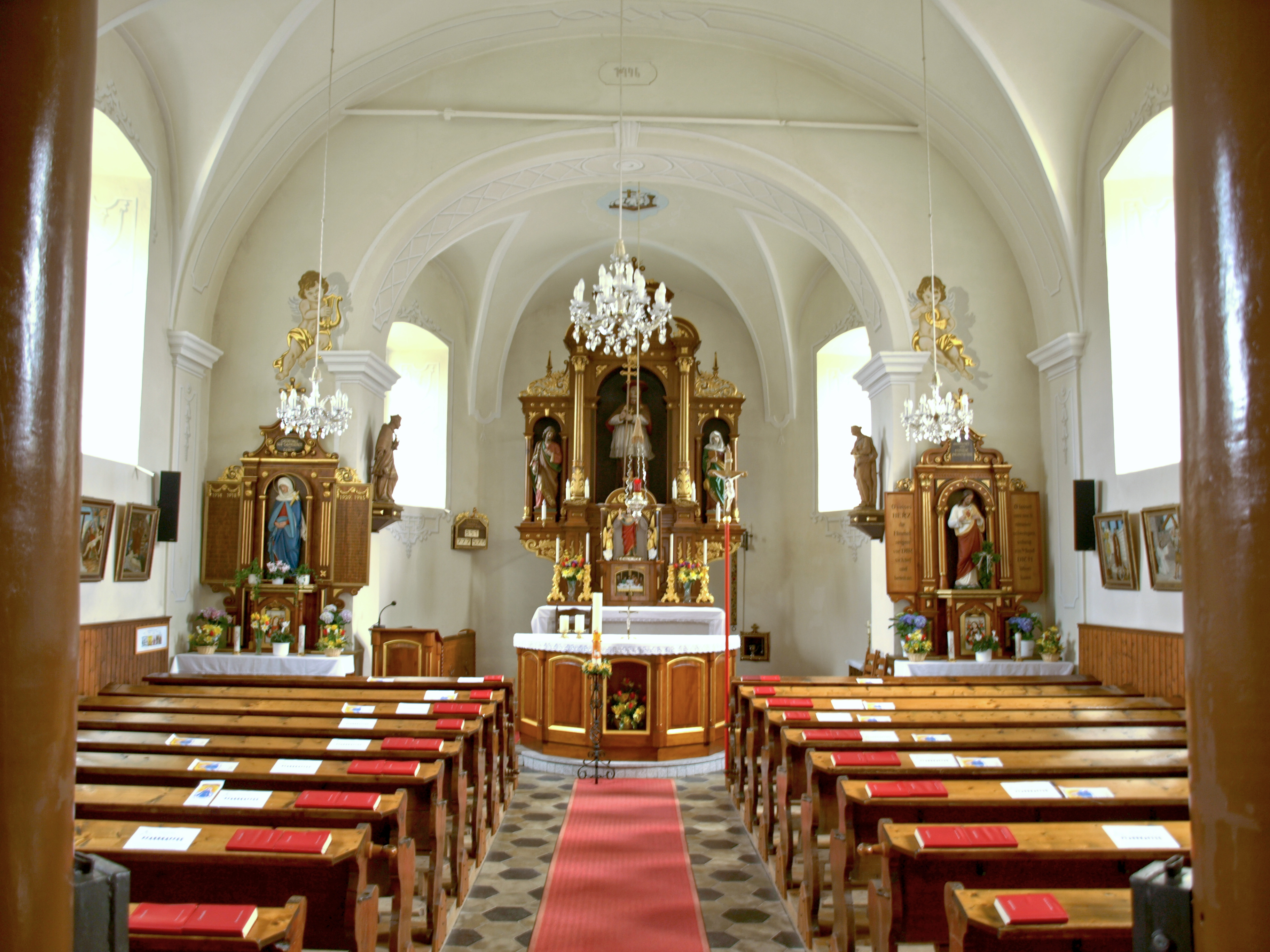
Innenraum

Der schlichte Saalbau mit eingezogener Halbkreisapsis, Lisenengliederung und Flachbogenfenstern mit Steinfaschen hat einen Dachreiter aus der Zeit um 1810 mit einer 1813 von Johann Adam Perner gegossenen Glocke. Im Scheitel der Apsis wurde 1824 eine Sakristei angebaut.
Der Innenraum verfügt über zwei Joche und ein Zwischenjoch, eine Tonnenwölbung mit Stichkappen über Gurtbögen auf Pilastern und eine geschwungene Orgelempore.
Auf dem mit „J. W. Liebenau 1904“ bezeichneten Neorenaissance-Altar mit Figuren der Heiligen Joachim und Anna vor den Standflügeln steht eine nach der Mitte des 18. Jahrhunderts geschaffene, polychrome Steinfigur des hl. Karl Borromäus. 
Zur weiteren Kirchenausstattung zählen barocke Schnitzfiguren der hll. Johannes Nepomuk und Barbara aus dem dritten Viertel des 18. Jahrhunderts und die Figuren der hll. Petrus und Paulus aus der Zeit um 1770/1780 vom ehemaligen Hochaltar.

## Orgel
Die Orgel wurde 1806 von dem Orgelbauer Josef Horak erbaut. Das Instrument wurde 1848 und 1935 umgebaut, und im Jahre 2007 im Zuge der Kirchenrenovierung von der Orgelbaufirma Pieringer unter Verwendung des historischen Gehäuses und Pfeifenmaterials auf den ursprünglichen Zustand rekonstruiert. Die Orgel hat 7 Register auf einem Manualwerk (C–c3 mit kurzer großer Oktav: Gedeckt 8′, Viola da Gamba 8′, Prinzipal 4′, Flöte 4′, Oktav 2′, Mixtur 1 1⁄3′) und Pedal (Subbass 16′).